# نقطة تشتت
في الطوبولوجيا، نقطة التشتت أو نقطة الانفجار هي عبارة عن نقطة في الفضاء الطوبولوجي تؤدي إزالتها إلى ترك الفضاء مفصولاً بشكل كبير.
وبشكل أكثر تخصيصًا، إذا كانت X تشير إلى الفضاء الطوبولوجي المتصل الذي يحتوي على النقطة p وعلى الأقل نقطتين أخريين، فإن p تكون نقطة التشتت لـ X إذا كان فقط {\displaystyle X\setminus \{p\}} مفصولاً بشكل كامل (أي كل فضاء فرعي مفصول عن الآخر، أو بنفس الطريقة، كل مكون متصل عبارة عن نقطة واحدة مفردة). إذا كانت X مفصولة وكانت {\displaystyle X\setminus \{p\}} مفصولة بشكل كامل (لكل من النقطتين x وy، فإنه توجد مجموعة كلوبن تحتوي على x ولا تحتوي على y)، وبالتالي تكون p عبارة عن نقطة انفجار. ويمكن أن يحتوي الفضاء بحد أقصى على نقطة تشتت أو نقطة انفجار واحدة. ويكون كل فضاء منفصل بشكل إجمالي مفصولاً بشكل تام، وبالتالي تكون كل نقطة انفجار هي نقطة تشتت.
وتحتوي مروحة كناستر-كوراتوسكي (Knaster–Kuratowski fan) على نقطة تشتت، وأي فضاء يحتوي على طوبولوجيا النقطة الخاصة يحتوي على نقطة انفجار.
إذا كانت p نقطة انفجار للمساحة X، فإنه يقال إن المساحة المنفصلة بشكل تام {\displaystyle X\setminus \{p\}} مسحوقة.